# Spielschwere
Spielschwere (auch: Spielgewicht, Tastengewicht, Niedergewicht, Niederdruckschwere, Niederdruckgewicht) bezeichnet im Klavierbau die Gewichtskraft, die erforderlich ist, damit sich bei abgehobener Dämpfung (d. h. bei getretenem rechten Pedal) eine Taste langsam bis zur Überwindung des Auslösewiderstands abwärts bewegt und sich im statischen Gleichgewicht befindet. Die Spielschwere kann durch Ausbleien der Taste (d. h. durch das Austarieren mit Bleigewichten) verändert werden.
Bei elektronischen Tasteninstrumenten spricht man von gewichteten Tasten, sofern die klaviertypische Spielschwere durch kleine Gewichte („halbgewichtet“ bzw. „leichtgewichtet“) und/oder eine eigene Mechanik („vollgewichtet“) simuliert wird.
Spielschwere darf nicht mit Spielart oder gar Anschlag verwechselt werden. Der Begriff Spielschwere wird von manchen Klavierbauern abgelehnt (sie bevorzugen Niederdruckschwere), weil es primär nicht um das Spiel geht, sondern um das statische Gleichgewicht der Mechanik. Die Spielschwere ist in der Regel für alle Tasten eines Instruments gleich. Sie wird je nach Hersteller und Instrument zwischen 47 und 55 Gramm beziffert. Da es bei der Spielschwere eigentlich um eine Kraft geht, wird sie in neueren Fachbüchern in der Maßeinheit Newton (N) angegeben. Die ältere Literatur und zum Teil auch moderne praktisch orientierte Literatur verwendet der Einfachheit halber noch die Maßeinheit Gramm, womit eigentlich die Masse bezeichnet wird; 50 Gramm entsprechen im Schwerefeld der Erde etwa 0,5 N.
Neben diesem statischen Spielgewicht gibt es noch  das dynamische Spielgewicht: Es bezeichnet neben den statischen auch die anderen Kräfte, die benötigt werden, um die verschiedenen Massen der Teile der Klaviermechanik zu beschleunigen, damit durch den Aufprall des Hammers auf die Saite Töne erzeugt werden. Je schneller beim Spiel die Taste bewegt wird, desto mehr spürt der Spieler die Trägheit der Masse. Beim Vergleich des Spiels einer schnellen Tonfolge (z. B. Triller) im Bass (schwerste Hämmer) und Diskant (leichteste Hämmer) sind die Unterschiede im dynamischen Spielgewicht für den Spieler ebenfalls klar spürbar.
Eine dritte Gewichtskraft ist das Aufgewicht der Taste: Es ist die Kraft, die die Taste nach dem Anschlag wieder in ihre Ausgangslage (Ruhestellung) bringt. Diese Kraft ist etwa halb so groß wie das Spielgewicht, das die Taste nach unten bringt.